# Jerzy Cieślak
Jerzy Edmund Cieślak (ur. 26 lutego 1941 w Miechowie, zm. 25 kwietnia 2004) – polski polityk, lekarz, senator III, IV i V kadencji.

## Życiorys
Ukończył studia na Akademii Medycznej w Białymstoku, specjalizował się w zakresie medycyny ogólnej i organizacji ochrony zdrowia. Prowadził na studiach działalność kulturalną, m.in. zdobył nagrodę ministra kultury i sztuki za reżyserię na I Festiwalu Małych Form Teatralnych we Wrocławiu w 1963.
Pracował m.in. jako lekarz wojewódzki i dyrektor Wojewódzkiej Stacji Pogotowia Ratunkowego w Jeleniej Górze oraz regionalny inspektor orzecznictwa lekarskiego Kasy Rolniczego Ubezpieczenia Zdrowotnego. Pełnił funkcję prezesa wojewódzkiego zarządu Polskiego Czerwonego Krzyża w Jeleniej Górze i wiceprezesa Zarządu Głównego PCK.
Publikował w tygodniku „Służba Zdrowia”, „Życiu Literackim”, „Gazecie Robotniczej” i „Wieczorze Wrocławia”. Był autorem prac z zakresu medycyny klinicznej i społecznej.
W latach 1976–1990 był członkiem Polskiej Zjednoczonej Partii Robotniczej. W drugiej połowie lat 90. zasiadał we władzach Polskiej Partii Socjalistycznej. W 1999 przystąpił do Sojuszu Lewicy Demokratycznej.
Z ramienia SLD w 1993 i 1997 uzyskiwał mandat senatora z województwa jeleniogórskiego. W 2001 po raz trzeci został wybrany w okręgu legnickim. W Senacie V kadencji był przewodniczącym Komisji Polityki Społecznej i Zdrowia oraz senackiej Polsko-Japońskiej Grupy Parlamentarnej. Wchodził także w skład delegacji Senatu do Zgromadzenia Parlamentarnego OBWE. Zmarł w trakcie kadencji, pochowany na cmentarzu komunalnym w Jeleniej Górze.